# سوداغلان (ياتري)
سوداغلان (بالفارسية: سوداغلان) هي قرية تقع في إيران في قسم یاتري الريفي (مقاطعة آرادان). يقدر عدد سكانها بـ 37 نسمة بحسب إحصاء 2016.